# Liczydło (roślina)

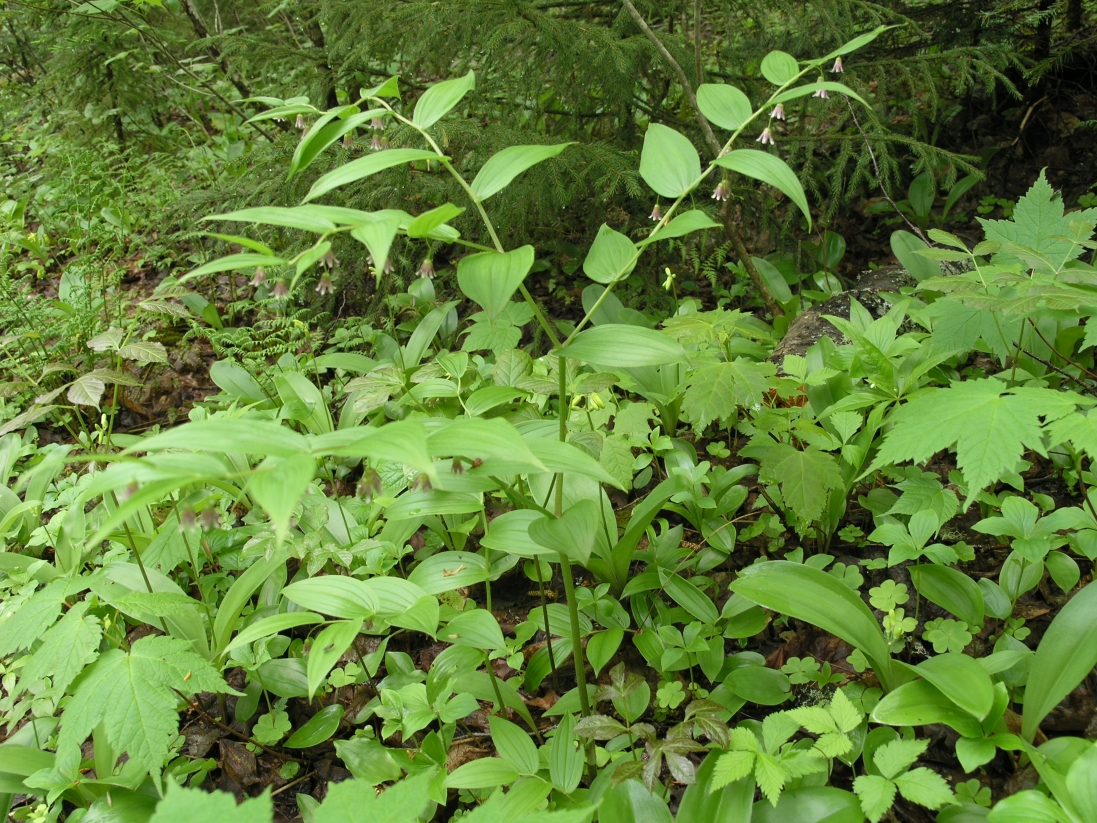
Pokrój Streptopus lanceolatus

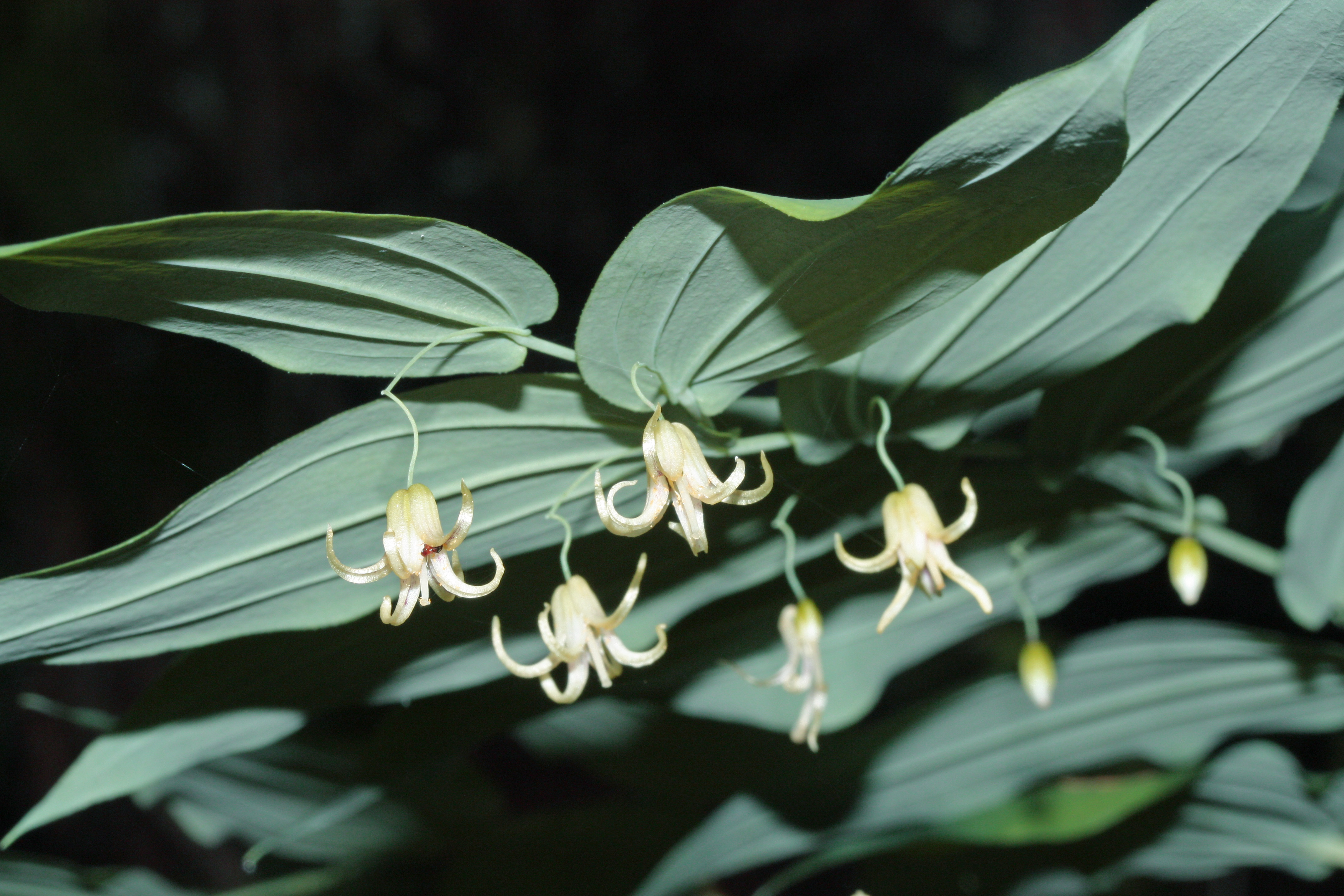
Kwitnące liczydło górskie

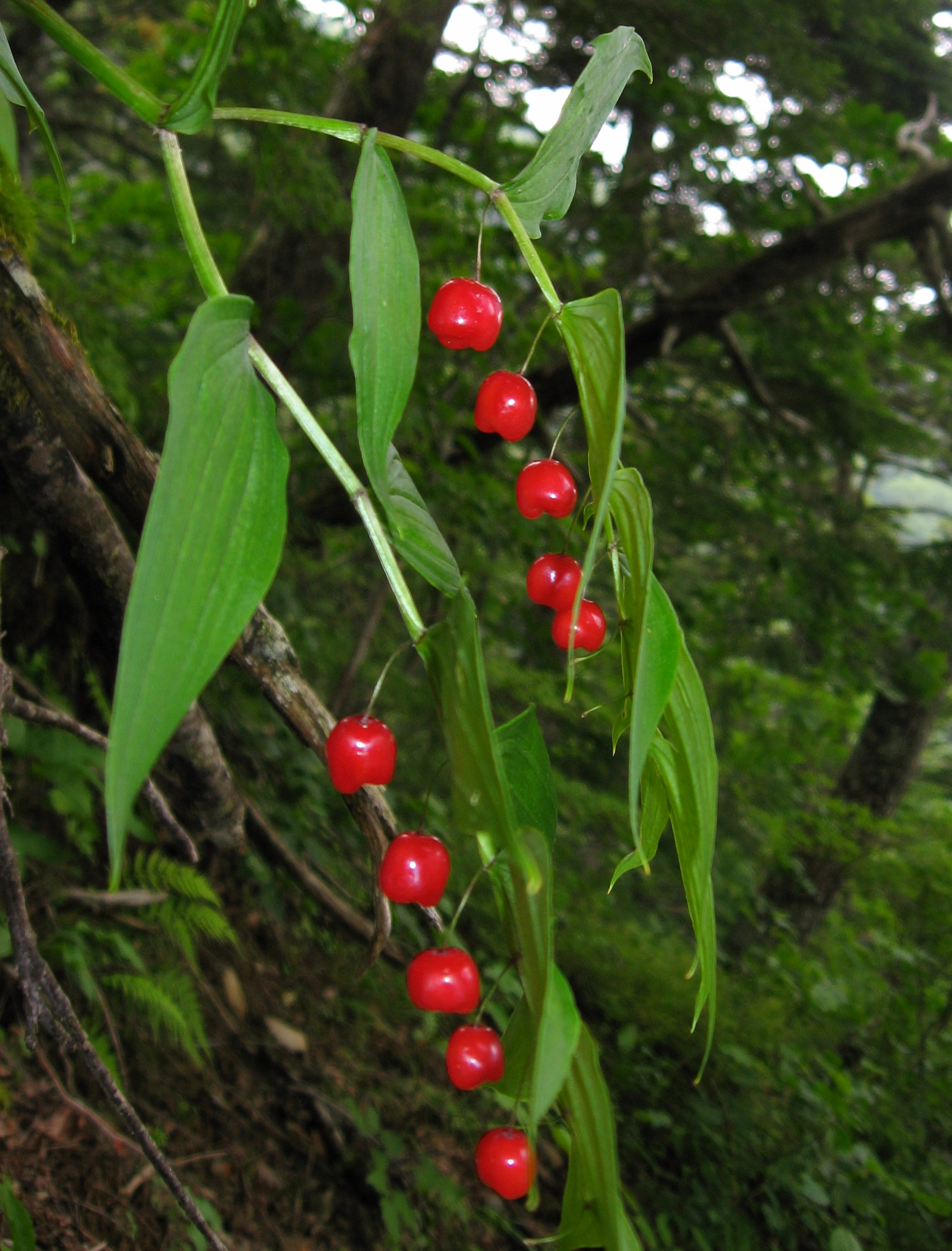
Owocujący Streptopus streptopoides

Liczydło (Streptopus Michx.) – rodzaj wieloletnich, ziemnopączkowych roślin zielnych z rodziny liliowatych, obejmujący 10 gatunków występujących w pasie klimatu umiarkowanego na półkuli północnej. Do flory Polski należy jeden gatunek – liczydło górskie Streptopus amplexifolius.
Nazwa naukowa rodzaju pochodzi od greckich słów στρεπτος (streptos – skręcony, obrócony) i πους (pous – stopa), odnosząc się do kształtu pędów tych roślin.

## Morfologia
Pęd podziemnyPłożące kłącze.
ŁodygaWzniesiona, prosta lub silnie rozgałęziona dystalnie.
LiścieUlistnienie naprzemianległe. Rośliny tworzą liczne, siedzące liście o blaszce eliptycznej do jajowatej i nasadzie zaokrąglonej do sercowatej i okalającej łodygę.
KwiatyKwiaty małe, pojedyncze lub podwójne, wyrastające na smukłym pędzie kwiatostanowym, przylegającym do łodygi na odcinku jednego międzywęźla. Okwiat kółkowy lub dzwonkowaty, biały do zielonkawo-żółtego i różowego, o listkach wzniesionych, rozwartych lub odchylonych, odwrotnielancetowatych do podługowatych. Pręciki osadzone u nasady listków okwiatu, o krótkich, szerokich i spłaszczonych nitkach. Zalążnia górna, trójkomorowa. W każdej komorze powstaje od 2 do 8 zalążków. Szyjka słupka smukła do bulwiastej, kolumnowata lub bardzo krótka. Znamię słupka całobrzegie lub trójdzielne.
OwoceJagody pomarańczowe do ciemnoczerwonych, elipsoidalne do kulistych. Nasiona jasnożółte, wydłużone, podłużnie rowkowane.
GenetykaLiczba chromosomów 2n = 16.

## Systematyka
Pozycja rodzaju według Angiosperm Phylogeny Website (aktualizowany system APG IV z 2016)
Rodzaj zaliczany do podrodziny Streptopoideae w rodzinie liliowatych Liliaceae, należącej do kladu liliowców w obrębie jednoliściennych.
Pozycja rodzaju w systemie Reveala (1994-1999)
Gromada okrytonasienne (Magnoliophyta Cronquist), podgromada Magnoliophytina Frohne & U. Jensen ex Reveal, klasa jednoliścienne (Liliopsida Brongn.),podklasa liliowe (Liliidae J.H. Schaffn.), nadrząd Lilianae Takht. rząd szparagowce (Asparagales Bromhead), rodzina konwaliowate (Convallariaceae Horan.), plemię Streptopeae Baker., rodzaj liczydło (Streptopus Michx.).
Wykaz gatunków
- Streptopus amplexifolius (L.) DC. – liczydło górskie
- Streptopus chatterjeeanus S.Dasgupta
- Streptopus koreanus (Kom.) Ohwi
- Streptopus lanceolatus (Aiton) Reveal
- Streptopus obtusatus Fassett
- Streptopus × oreopolus Fernald
- Streptopus ovalis (Ohwi) F.T.Wang & Y.C.Tang
- Streptopus parasimplex H.Hara & H.Ohashi
- Streptopus parviflorus Franch.
- Streptopus simplex D.Don
- Streptopus streptopoides (Ledeb.) Frye & Rigg

## Zastosowanie
Rośliny spożywczeOwoce liczydła górskiego, o smaku ogórka, są spożywane na surowo lub ugotowane w zupach i gulaszach. Podobnie spożywane są owoce Streptopus streptopoides i S. lanceolatus, które jednak mają smak arbuza. W dużych ilościach owoce liczydła działają przeczyszczająco. Delikatne młode pędy, liście oraz kłącza tych trzech gatunków są spożywane na surowo jako dodatek do sałatek lub po ugotowaniu jako jarzyna.
Rośliny leczniczeDziałanie lecznicze wykazuje liczydło górskie i S. lanceolatus. Obie te rośliny wykazują działanie ogólnie wzmacniające. Owoce obu gatunków działają przeczyszczająćo. Napój z całych roślin liczydła górskiego stosowany był w leczeniu dolegliwości żołądka i przy utracie apetytu, a napar z tych roślin używany był do leczenia problemów nerkowych, rzeżączki i odksztuszania krwi. Napój sporządzany z łodyg i owoców roślin z tego gatunku stosuje się w leczeniu "chorób ogólnych". Kłącza liczydła górskiego były żute w celu wywołania porodu, natomiast napar z nich wykorzystywany był jako środek przeciwbólowy. Z kłączy S. lanceolatus można sporządzić syrop przeciwkaszlowy. Kwiaty roślin z tego gatunku działają napotno i mogą być używane do wywołania potów w leczeniu przeziębienia. Napój z całych roślin S. lanceolatus jest stosowany w leczeniu kaszlu.
Inne zastosowaniaZ uwagi na aromat liczydło górskie było przywiązywane do ubrań, ciała lub włosów.